# St. Laurentius (Pflaumfeld)

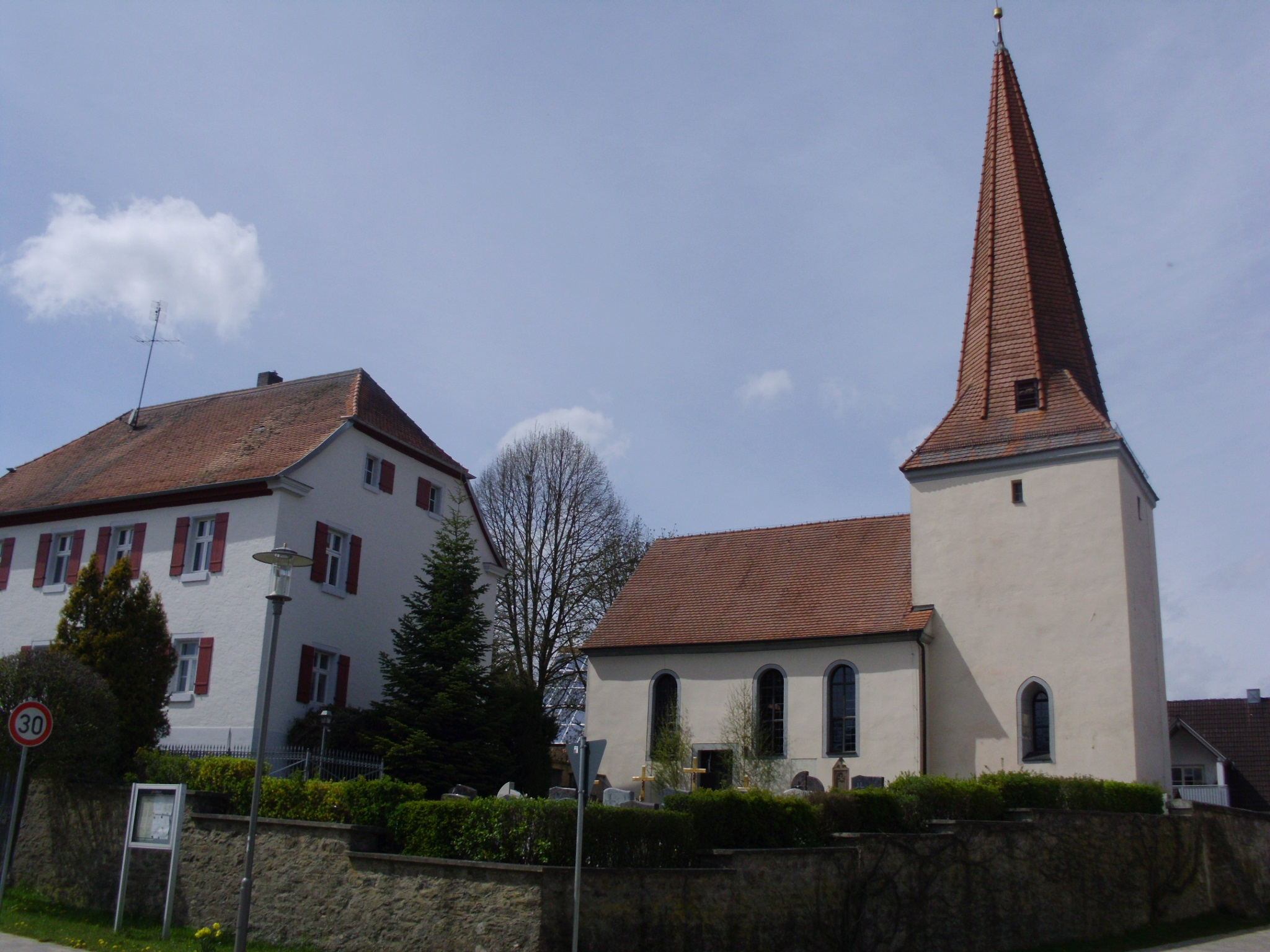
St. Laurentius (Pflaumfeld), Bild aufgenommen 2012

Die denkmalgeschützte, evangelisch-lutherische Pfarrkirche St. Laurentius steht in Pflaumfeld, einem Gemeindeteil der bayerischen Stadt Gunzenhausen im mittelfränkischen Landkreis Weißenburg-Gunzenhausen. Die Kirche ist unter der Denkmalnummer D-5-77-136-182 als Baudenkmal in der Bayerischen Denkmalliste eingetragen. Die mittelalterlichen und frühneuzeitlichen untertägigen Bestandteile der Kirche sind zusätzlich als Bodendenkmal (Nummer: D-5-6930-0224) eingetragen. Das Patrozinium der Kirche ist der hl. Laurentius von Rom. Das Bauwerk mit der postalischen Adresse Pflaumfeld 62 steht innerhalb des Pflaumfelder Ortskerns umgeben vom Dorffriedhof sowie weiteren denkmalgeschützten Bauwerken auf einer Höhe von 449 Metern über NHN. Die Kirchengemeinde gehört zum Dekanat Gunzenhausen im Kirchenkreis Ansbach-Würzburg der Evangelisch-Lutherischen Kirche in Bayern.

## Beschreibung
Die Saalkirche aus einem mit einem Satteldach bedeckten Langhaus und einem mit einem achtseitigen Knickhelm bedeckten Chorturm ist an der Stelle einer Kapelle um 1400 erbaut worden. Im Laufe der Zeit war sie durch Senkung der Grundmauern so baufällig, dass 1838 der Chorbogen gestützt werden musste. 1853/54 erfolgte eine Restaurierung. Die Sakristei an der Nordwand des Chorturms musste von Grund auf neu erbaut werden. 1923 musste die Kirche wegen Senkung der Grundmauern erneut wegen Baufälligkeit geschlossen werden. Erst 1936 erfolgte eine gründliche Ausbesserung. 
Zur Kirchenausstattung gehört seit den 1980er Jahren ein aus Wald stammender Altar aus dem Jahr 1725, jedoch mit einer Kreuzigungsgruppe als Altarretabel. Das Taufbecken stammt von 1910. Die Orgel von 1803 wurde 1882 durch eine von G. F. Steinmeyer & Co. ersetzt.